# Tour del Porvenir 2017
La 54.ª edición del Tour del Porvenir (nombre oficial en francés: Tour de l'Avenir) fue una carrera de ciclismo en ruta por etapas que se celebró entre el 18 y el 27 de agosto de 2017 en Francia con inicio en la ciudad de Loudéac y final en Albiez-Montrond sobre un recorrido total de 1201,2 kilómetros.
La carrera formó parte del UCI Europe Tour 2017, dentro de la categoría UCI 2.Ncup (Copa de las Naciones UCI sub-23 limitada a corredores menores de 23 años.)
El Tour del Porvenir es la competición más importante del mundo para corredores juveniles bajo la misma organización que el Tour de Francia, en ella intervinieron selecciones nacionales y equipos ciclistas sub-23 invitados. Por primera vez la carrera fue transmitida por televisión para Europa y Sudamérica.
La carrera fue ganada por el corredor colombiano Egan Bernal de la selección nacional sub-23 de Colombia, en segundo lugar Bjorg Lambrecht de la selección nacional sub-23 de Bélgica y en tercer lugar Niklas Eg de la selección nacional sub-23 de Dinamarca.

## Equipos participantes
Tomaron parte en la carrera 24 equipos: 22 selecciones nacionales y 2 equipos de categoría amateur sub-23 regionales de Francia. Formando así un pelotón de 144 ciclistas de los que acabaron 107. Los equipos participantes fueron:
| Equipos nacionales (22)- Alemania sub-23 - Australia sub-23 - Austria sub-23 - Bielorrusia sub-23 - Bélgica sub-23 - Colombia sub-23 - Dinamarca sub-23 - Estados Unidos sub-23 - Francia sub-23 - Gran Bretaña sub-23 - Irlanda sub-23 - Italia sub-23 - Japón sub-23 - Luxemburgo sub-23 - Marruecos sub-23 - Noruega sub-23 - Países Bajos sub-23 - Polonia sub-23 - Portugal sub-23 - República Checa sub-23 - Rusia sub-23 - Suiza sub-23 Equipos ciclistas aficionados (2)- Auvergne-Rhône-Alpes U23 - Bretagne espoirs |
| |

## Recorrido
El Tour del Porvenir dispuso de 9 etapas para un recorrido total de 1201,2 kilómetros con inicio en la ciudad de Loudéac y final en Albiez-Montrond, comprendiendo 3 etapas de media montaña, 3 etapas planas y 3 etapas de alta montaña.
| Etapa     | Fecha     | Recorrido                             | type             | Distancia (km) | Ganador              | Líder          |
| --------- | --------- | ------------------------------------- | ---------------- | -------------- | -------------------- | -------------- |
| 1.ª etapa | 18 de ago | Loudéac – Loudéac                     | etapa escarpada  | 134            | Kasper Asgreen       | Kasper Asgreen |
| 2.ª etapa | 19 de ago | Inzinzac-Lochrist – Bignan            | etapa escarpada  | 132,4          | Fabio Jakobsen       | Kasper Asgreen |
| 3.ª etapa | 20 de ago | Missillac – Châteaubriant             | etapa escarpada  | 125,7          | Kristoffer Halvorsen | Kasper Asgreen |
| 4.ª etapa | 21 de ago | Derval – Saumur                       | etapa llana      | 166,6          | Christopher Lawless  | Kasper Asgreen |
| 5.ª etapa | 22 de ago | Montreuil-Bellay – Amboise            | etapa llana      | 157,1          | Vasili Strokau       | Patrick Gamper |
| 6.ª etapa | 23 de ago | Montrichard – Saint-Amand-Montrond    | etapa llana      | 139,1          | Álvaro Hodeg         | Patrick Gamper |
| 7.ª etapa | 25 de ago | Saint-Gervais-les-Bains – Hauteluce   | etapa de montaña | 118,4          | Egan Bernal          | Egan Bernal    |
| 8.ª etapa | 26 de ago | Albertville – Sainte-Foy-Tarentaise   | etapa de montaña | 120,5          | Egan Bernal          | Egan Bernal    |
| 9.ª etapa | 27 de ago | Bourg-Saint-Maurice – Albiez-Montrond | etapa de montaña | 107,4          | Pavel Sivakov        | Egan Bernal    |

## Desarrollo de la carrera

### 1.ª etapa
| Loudéac - Loudéac | etapa escarpada | (134 km) |

| \| Clasificación de la etapa \| Clasificación de la etapa \| Clasificación de la etapa \| Clasificación de la etapa \| Clasificación de la etapa \| \| Ciclista \| Ciclista \| Equipo \| Tiempo \| \| \| ------------------------- \| ------------------------- \| ------------------------- \| ------------------------- \| ------------------------- \| \| 1.º \| Kasper Asgreen \| Dinamarca sub-23 \| 3 h 03 min 54 s \| \| \| 2.º \| Kristoffer Halvorsen \| Noruega sub-23 \| + 4 s \| \| \| 3.º \| Imerio Cima \| Italia sub-23 \| + 4 s \| \| \| 4.º \| Emmanuel Morin \| Francia sub-23 \| + 4 s \| \| \| 5.º \| Oliver Wood \| Gran Bretaña sub-23 \| + 4 s \| \| \| 6.º \| Alan Banaszek \| Polonia sub-23 \| + 4 s \| \| \| 7.º \| Mark Downey \| Irlanda sub-23 \| + 4 s \| \| \| 8.º \| Valentin Madouas \| Francia sub-23 \| + 4 s \| \| \| 9.º \| Aleksandr Ryabushenko \| Bielorrusia sub-23 \| + 4 s \| \| \| 10.º \| Álvaro Hodeg \| Colombia sub-23 \| + 4 s \| \| |                       |                     |                 |
| |                       |                     |                 |
| |                       |                     |                 |
| Clasificación de la etapa |                       |                     |                 |
| Ciclista | Ciclista              | Equipo              | Tiempo          |
| 1.º | Kasper Asgreen        | Dinamarca sub-23    | 3 h 03 min 54 s |
| 2.º | Kristoffer Halvorsen  | Noruega sub-23      | + 4 s           |
| 3.º | Imerio Cima           | Italia sub-23       | + 4 s           |
| 4.º | Emmanuel Morin        | Francia sub-23      | + 4 s           |
| 5.º | Oliver Wood           | Gran Bretaña sub-23 | + 4 s           |
| 6.º | Alan Banaszek         | Polonia sub-23      | + 4 s           |
| 7.º | Mark Downey           | Irlanda sub-23      | + 4 s           |
| 8.º | Valentin Madouas      | Francia sub-23      | + 4 s           |
| 9.º | Aleksandr Ryabushenko | Bielorrusia sub-23  | + 4 s           |
| 10.º | Álvaro Hodeg          | Colombia sub-23     | + 4 s           |

| \| Clasificación general \| Clasificación general \| Clasificación general \| Clasificación general \| Clasificación general \| \| Ciclista \| Ciclista \| Equipo \| Tiempo \| \| \| --------------------- \| --------------------- \| --------------------- \| --------------------- \| --------------------- \| \| 1.º \| Kasper Asgreen \| Dinamarca sub-23 \| 3 h 03 min 54 s \| \| \| 2.º \| Kristoffer Halvorsen \| Noruega sub-23 \| + 4 s \| \| \| 3.º \| Imerio Cima \| Italia sub-23 \| + 4 s \| \| \| 4.º \| Emmanuel Morin \| Francia sub-23 \| + 4 s \| \| \| 5.º \| Oliver Wood \| Gran Bretaña sub-23 \| + 4 s \| \| \| 6.º \| Alan Banaszek \| Polonia sub-23 \| + 4 s \| \| \| 7.º \| Mark Downey \| Irlanda sub-23 \| + 4 s \| \| \| 8.º \| Valentin Madouas \| Francia sub-23 \| + 4 s \| \| \| 9.º \| Aleksandr Ryabushenko \| Bielorrusia sub-23 \| + 4 s \| \| \| 10.º \| Álvaro Hodeg \| Colombia sub-23 \| + 4 s \| \| |                       |                     |                 |
| |                       |                     |                 |
| |                       |                     |                 |
| Clasificación general |                       |                     |                 |
| Ciclista | Ciclista              | Equipo              | Tiempo          |
| 1.º | Kasper Asgreen        | Dinamarca sub-23    | 3 h 03 min 54 s |
| 2.º | Kristoffer Halvorsen  | Noruega sub-23      | + 4 s           |
| 3.º | Imerio Cima           | Italia sub-23       | + 4 s           |
| 4.º | Emmanuel Morin        | Francia sub-23      | + 4 s           |
| 5.º | Oliver Wood           | Gran Bretaña sub-23 | + 4 s           |
| 6.º | Alan Banaszek         | Polonia sub-23      | + 4 s           |
| 7.º | Mark Downey           | Irlanda sub-23      | + 4 s           |
| 8.º | Valentin Madouas      | Francia sub-23      | + 4 s           |
| 9.º | Aleksandr Ryabushenko | Bielorrusia sub-23  | + 4 s           |
| 10.º | Álvaro Hodeg          | Colombia sub-23     | + 4 s           |

### 2.ª etapa
| Inzinzac-Lochrist - Bignan | etapa escarpada | (132,4 km) |

| \| Clasificación de la etapa \| Clasificación de la etapa \| Clasificación de la etapa \| Clasificación de la etapa \| Clasificación de la etapa \| \| Ciclista \| Ciclista \| Equipo \| Tiempo \| \| \| ------------------------- \| ------------------------- \| ------------------------- \| ------------------------- \| ------------------------- \| \| 1.º \| Fabio Jakobsen \| Países Bajos sub-23 \| 3 h 05 min 28 s \| \| \| 2.º \| Álvaro Hodeg \| Colombia sub-23 \| + 0 s \| \| \| 3.º \| Kristoffer Halvorsen \| Noruega sub-23 \| + 0 s \| \| \| 4.º \| Aleksandr Ryabushenko \| Bielorrusia sub-23 \| + 0 s \| \| \| 5.º \| Joris Nieuwenhuis \| Países Bajos sub-23 \| + 0 s \| \| \| 6.º \| Michał Paluta \| Polonia sub-23 \| + 0 s \| \| \| 7.º \| Alan Banaszek \| Polonia sub-23 \| + 0 s \| \| \| 8.º \| Uladzimir Harakhavik \| Bielorrusia sub-23 \| + 0 s \| \| \| 9.º \| Dmitri Strajov \| Rusia sub-23 \| + 0 s \| \| \| 10.º \| Bjorg Lambrecht \| Bélgica sub-23 \| + 0 s \| \| |                       |                     |                 |
| |                       |                     |                 |
| |                       |                     |                 |
| Clasificación de la etapa |                       |                     |                 |
| Ciclista | Ciclista              | Equipo              | Tiempo          |
| 1.º | Fabio Jakobsen        | Países Bajos sub-23 | 3 h 05 min 28 s |
| 2.º | Álvaro Hodeg          | Colombia sub-23     | + 0 s           |
| 3.º | Kristoffer Halvorsen  | Noruega sub-23      | + 0 s           |
| 4.º | Aleksandr Ryabushenko | Bielorrusia sub-23  | + 0 s           |
| 5.º | Joris Nieuwenhuis     | Países Bajos sub-23 | + 0 s           |
| 6.º | Michał Paluta         | Polonia sub-23      | + 0 s           |
| 7.º | Alan Banaszek         | Polonia sub-23      | + 0 s           |
| 8.º | Uladzimir Harakhavik  | Bielorrusia sub-23  | + 0 s           |
| 9.º | Dmitri Strajov        | Rusia sub-23        | + 0 s           |
| 10.º | Bjorg Lambrecht       | Bélgica sub-23      | + 0 s           |

| \| Clasificación general \| Clasificación general \| Clasificación general \| Clasificación general \| Clasificación general \| \| Ciclista \| Ciclista \| Equipo \| Tiempo \| \| \| --------------------- \| --------------------- \| ------------------------ \| --------------------- \| --------------------- \| \| 1.º \| Kasper Asgreen \| Dinamarca sub-23 \| 6 h 09 min 22 s \| \| \| 2.º \| Kristoffer Halvorsen \| Noruega sub-23 \| + 4 s \| \| \| 3.º \| Álvaro Hodeg \| Colombia sub-23 \| + 4 s \| \| \| 4.º \| Aleksandr Ryabushenko \| Bielorrusia sub-23 \| + 4 s \| \| \| 5.º \| Alan Banaszek \| Polonia sub-23 \| + 4 s \| \| \| 6.º \| Valentin Madouas \| Francia sub-23 \| + 4 s \| \| \| 7.º \| Simon Guglielmi \| Auvergne-Rhône-Alpes U23 \| + 4 s \| \| \| 8.º \| Anders Skaarseth \| Noruega sub-23 \| + 4 s \| \| \| 9.º \| Oliver Wood \| Gran Bretaña sub-23 \| + 4 s \| \| \| 10.º \| Bjorg Lambrecht \| Bélgica sub-23 \| + 4 s \| \| |                       |                          |                 |
| |                       |                          |                 |
| |                       |                          |                 |
| Clasificación general |                       |                          |                 |
| Ciclista | Ciclista              | Equipo                   | Tiempo          |
| 1.º | Kasper Asgreen        | Dinamarca sub-23         | 6 h 09 min 22 s |
| 2.º | Kristoffer Halvorsen  | Noruega sub-23           | + 4 s           |
| 3.º | Álvaro Hodeg          | Colombia sub-23          | + 4 s           |
| 4.º | Aleksandr Ryabushenko | Bielorrusia sub-23       | + 4 s           |
| 5.º | Alan Banaszek         | Polonia sub-23           | + 4 s           |
| 6.º | Valentin Madouas      | Francia sub-23           | + 4 s           |
| 7.º | Simon Guglielmi       | Auvergne-Rhône-Alpes U23 | + 4 s           |
| 8.º | Anders Skaarseth      | Noruega sub-23           | + 4 s           |
| 9.º | Oliver Wood           | Gran Bretaña sub-23      | + 4 s           |
| 10.º | Bjorg Lambrecht       | Bélgica sub-23           | + 4 s           |

### 3.ª etapa
| Missillac - Châteaubriant | etapa escarpada | (125,7 km) |

| \| Clasificación de la etapa \| Clasificación de la etapa \| Clasificación de la etapa \| Clasificación de la etapa \| Clasificación de la etapa \| \| Ciclista \| Ciclista \| Equipo \| Tiempo \| \| \| ------------------------- \| ------------------------- \| ------------------------- \| ------------------------- \| ------------------------- \| \| 1.º \| Kristoffer Halvorsen \| Noruega sub-23 \| 2 h 56 min 05 s \| \| \| 2.º \| Álvaro Hodeg \| Colombia sub-23 \| + 0 s \| \| \| 3.º \| Christopher Lawless \| Gran Bretaña sub-23 \| + 0 s \| \| \| 4.º \| Clément Russo \| Francia sub-23 \| + 0 s \| \| \| 5.º \| Alan Banaszek \| Polonia sub-23 \| + 0 s \| \| \| 6.º \| Fabio Jakobsen \| Países Bajos sub-23 \| + 0 s \| \| \| 7.º \| Simon Sellier \| Francia sub-23 \| + 0 s \| \| \| 8.º \| Robert Stannard \| Australia sub-23 \| + 0 s \| \| \| 9.º \| Rui Oliveira \| Portugal sub-23 \| + 0 s \| \| \| 10.º \| Lukas Rüegg \| Suiza sub-23 \| + 0 s \| \| |                      |                     |                 |
| |                      |                     |                 |
| |                      |                     |                 |
| Clasificación de la etapa |                      |                     |                 |
| Ciclista | Ciclista             | Equipo              | Tiempo          |
| 1.º | Kristoffer Halvorsen | Noruega sub-23      | 2 h 56 min 05 s |
| 2.º | Álvaro Hodeg         | Colombia sub-23     | + 0 s           |
| 3.º | Christopher Lawless  | Gran Bretaña sub-23 | + 0 s           |
| 4.º | Clément Russo        | Francia sub-23      | + 0 s           |
| 5.º | Alan Banaszek        | Polonia sub-23      | + 0 s           |
| 6.º | Fabio Jakobsen       | Países Bajos sub-23 | + 0 s           |
| 7.º | Simon Sellier        | Francia sub-23      | + 0 s           |
| 8.º | Robert Stannard      | Australia sub-23    | + 0 s           |
| 9.º | Rui Oliveira         | Portugal sub-23     | + 0 s           |
| 10.º | Lukas Rüegg          | Suiza sub-23        | + 0 s           |

| \| Clasificación general \| Clasificación general \| Clasificación general \| Clasificación general \| Clasificación general \| \| Ciclista \| Ciclista \| Equipo \| Tiempo \| \| \| --------------------- \| --------------------- \| ------------------------ \| --------------------- \| --------------------- \| \| 1.º \| Kasper Asgreen \| Dinamarca sub-23 \| 9 h 05 min 27 s \| \| \| 2.º \| Kristoffer Halvorsen \| Noruega sub-23 \| + 4 s \| \| \| 3.º \| Álvaro Hodeg \| Colombia sub-23 \| + 4 s \| \| \| 4.º \| Alan Banaszek \| Polonia sub-23 \| + 4 s \| \| \| 5.º \| Simon Guglielmi \| Auvergne-Rhône-Alpes U23 \| + 4 s \| \| \| 6.º \| Bjorg Lambrecht \| Bélgica sub-23 \| + 4 s \| \| \| 7.º \| Aleksandr Ryabushenko \| Bielorrusia sub-23 \| + 4 s \| \| \| 8.º \| Joris Nieuwenhuis \| Países Bajos sub-23 \| + 4 s \| \| \| 9.º \| Neilson Powless \| Estados Unidos sub-23 \| + 4 s \| \| \| 10.º \| Giovanni Carboni \| Italia sub-23 \| + 4 s \| \| |                       |                          |                 |
| |                       |                          |                 |
| |                       |                          |                 |
| Clasificación general |                       |                          |                 |
| Ciclista | Ciclista              | Equipo                   | Tiempo          |
| 1.º | Kasper Asgreen        | Dinamarca sub-23         | 9 h 05 min 27 s |
| 2.º | Kristoffer Halvorsen  | Noruega sub-23           | + 4 s           |
| 3.º | Álvaro Hodeg          | Colombia sub-23          | + 4 s           |
| 4.º | Alan Banaszek         | Polonia sub-23           | + 4 s           |
| 5.º | Simon Guglielmi       | Auvergne-Rhône-Alpes U23 | + 4 s           |
| 6.º | Bjorg Lambrecht       | Bélgica sub-23           | + 4 s           |
| 7.º | Aleksandr Ryabushenko | Bielorrusia sub-23       | + 4 s           |
| 8.º | Joris Nieuwenhuis     | Países Bajos sub-23      | + 4 s           |
| 9.º | Neilson Powless       | Estados Unidos sub-23    | + 4 s           |
| 10.º | Giovanni Carboni      | Italia sub-23            | + 4 s           |

### 4.ª etapa
| Derval - Saumur | etapa llana | (166,6 km) |

| \| Clasificación de la etapa \| Clasificación de la etapa \| Clasificación de la etapa \| Clasificación de la etapa \| Clasificación de la etapa \| \| Ciclista \| Ciclista \| Equipo \| Tiempo \| \| \| ------------------------- \| ------------------------- \| ------------------------- \| ------------------------- \| ------------------------- \| \| 1.º \| Christopher Lawless \| Gran Bretaña sub-23 \| 3 h 43 min 27 s \| \| \| 2.º \| Imerio Cima \| Italia sub-23 \| + 2 s \| \| \| 3.º \| Kristoffer Halvorsen \| Noruega sub-23 \| + 2 s \| \| \| 4.º \| Rui Oliveira \| Portugal sub-23 \| + 2 s \| \| \| 5.º \| Simon Sellier \| Francia sub-23 \| + 2 s \| \| \| 6.º \| Álvaro Hodeg \| Colombia sub-23 \| + 2 s \| \| \| 7.º \| Alan Banaszek \| Polonia sub-23 \| + 2 s \| \| \| 8.º \| Mark Downey \| Irlanda sub-23 \| + 2 s \| \| \| 9.º \| Clément Russo \| Francia sub-23 \| + 2 s \| \| \| 10.º \| Neilson Powless \| Estados Unidos sub-23 \| + 2 s \| \| |                      |                       |                 |
| |                      |                       |                 |
| |                      |                       |                 |
| Clasificación de la etapa |                      |                       |                 |
| Ciclista | Ciclista             | Equipo                | Tiempo          |
| 1.º | Christopher Lawless  | Gran Bretaña sub-23   | 3 h 43 min 27 s |
| 2.º | Imerio Cima          | Italia sub-23         | + 2 s           |
| 3.º | Kristoffer Halvorsen | Noruega sub-23        | + 2 s           |
| 4.º | Rui Oliveira         | Portugal sub-23       | + 2 s           |
| 5.º | Simon Sellier        | Francia sub-23        | + 2 s           |
| 6.º | Álvaro Hodeg         | Colombia sub-23       | + 2 s           |
| 7.º | Alan Banaszek        | Polonia sub-23        | + 2 s           |
| 8.º | Mark Downey          | Irlanda sub-23        | + 2 s           |
| 9.º | Clément Russo        | Francia sub-23        | + 2 s           |
| 10.º | Neilson Powless      | Estados Unidos sub-23 | + 2 s           |

| \| Clasificación general \| Clasificación general \| Clasificación general \| Clasificación general \| Clasificación general \| \| Ciclista \| Ciclista \| Equipo \| Tiempo \| \| \| --------------------- \| --------------------- \| ------------------------ \| --------------------- \| --------------------- \| \| 1.º \| Kasper Asgreen \| Dinamarca sub-23 \| 12 h 48 min 56 s \| \| \| 2.º \| Christopher Lawless \| Gran Bretaña sub-23 \| + 2 s \| \| \| 3.º \| Kristoffer Halvorsen \| Noruega sub-23 \| + 4 s \| \| \| 4.º \| Álvaro Hodeg \| Colombia sub-23 \| + 4 s \| \| \| 5.º \| Alan Banaszek \| Polonia sub-23 \| + 4 s \| \| \| 6.º \| Simon Guglielmi \| Auvergne-Rhône-Alpes U23 \| + 4 s \| \| \| 7.º \| Neilson Powless \| Estados Unidos sub-23 \| + 4 s \| \| \| 8.º \| Joris Nieuwenhuis \| Países Bajos sub-23 \| + 4 s \| \| \| 9.º \| Bjorg Lambrecht \| Bélgica sub-23 \| + 4 s \| \| \| 10.º \| Anders Skaarseth \| Noruega sub-23 \| + 4 s \| \| |                      |                          |                  |
| |                      |                          |                  |
| |                      |                          |                  |
| Clasificación general |                      |                          |                  |
| Ciclista | Ciclista             | Equipo                   | Tiempo           |
| 1.º | Kasper Asgreen       | Dinamarca sub-23         | 12 h 48 min 56 s |
| 2.º | Christopher Lawless  | Gran Bretaña sub-23      | + 2 s            |
| 3.º | Kristoffer Halvorsen | Noruega sub-23           | + 4 s            |
| 4.º | Álvaro Hodeg         | Colombia sub-23          | + 4 s            |
| 5.º | Alan Banaszek        | Polonia sub-23           | + 4 s            |
| 6.º | Simon Guglielmi      | Auvergne-Rhône-Alpes U23 | + 4 s            |
| 7.º | Neilson Powless      | Estados Unidos sub-23    | + 4 s            |
| 8.º | Joris Nieuwenhuis    | Países Bajos sub-23      | + 4 s            |
| 9.º | Bjorg Lambrecht      | Bélgica sub-23           | + 4 s            |
| 10.º | Anders Skaarseth     | Noruega sub-23           | + 4 s            |

### 5.ª etapa
| Montreuil-Bellay - Amboise | etapa llana | (157,1 km) |

| \| Clasificación de la etapa \| Clasificación de la etapa \| Clasificación de la etapa \| Clasificación de la etapa \| Clasificación de la etapa \| \| Ciclista \| Ciclista \| Equipo \| Tiempo \| \| \| ------------------------- \| ------------------------- \| ------------------------- \| ------------------------- \| ------------------------- \| \| 1.º \| Vasili Strokau \| Bielorrusia sub-23 \| 3 h 50 min 50 s \| \| \| 2.º \| Patrick Gamper \| Austria sub-23 \| + 0 s \| \| \| 3.º \| Ilya Volkau \| Bielorrusia sub-23 \| + 13 s \| \| \| 4.º \| Kristoffer Halvorsen \| Noruega sub-23 \| + 3 min 49 s \| \| \| 5.º \| Álvaro Hodeg \| Colombia sub-23 \| + 3 min 49 s \| \| \| 6.º \| Konrad Geßner \| Alemania sub-23 \| + 3 min 49 s \| \| \| 7.º \| Oliver Wood \| Gran Bretaña sub-23 \| + 3 min 49 s \| \| \| 8.º \| Alan Banaszek \| Polonia sub-23 \| + 3 min 49 s \| \| \| 9.º \| Uladzimir Harakhavik \| Bielorrusia sub-23 \| + 3 min 49 s \| \| \| 10.º \| Neilson Powless \| Estados Unidos sub-23 \| + 3 min 49 s \| \| |                      |                       |                 |
| |                      |                       |                 |
| |                      |                       |                 |
| Clasificación de la etapa |                      |                       |                 |
| Ciclista | Ciclista             | Equipo                | Tiempo          |
| 1.º | Vasili Strokau       | Bielorrusia sub-23    | 3 h 50 min 50 s |
| 2.º | Patrick Gamper       | Austria sub-23        | + 0 s           |
| 3.º | Ilya Volkau          | Bielorrusia sub-23    | + 13 s          |
| 4.º | Kristoffer Halvorsen | Noruega sub-23        | + 3 min 49 s    |
| 5.º | Álvaro Hodeg         | Colombia sub-23       | + 3 min 49 s    |
| 6.º | Konrad Geßner        | Alemania sub-23       | + 3 min 49 s    |
| 7.º | Oliver Wood          | Gran Bretaña sub-23   | + 3 min 49 s    |
| 8.º | Alan Banaszek        | Polonia sub-23        | + 3 min 49 s    |
| 9.º | Uladzimir Harakhavik | Bielorrusia sub-23    | + 3 min 49 s    |
| 10.º | Neilson Powless      | Estados Unidos sub-23 | + 3 min 49 s    |

| \| Clasificación general \| Clasificación general \| Clasificación general \| Clasificación general \| Clasificación general \| \| Ciclista \| Ciclista \| Equipo \| Tiempo \| \| \| --------------------- \| --------------------- \| ------------------------ \| --------------------- \| --------------------- \| \| 1.º \| Patrick Gamper \| Austria sub-23 \| 16 h 39 min 50 s \| \| \| 2.º \| Ilya Volkau \| Bielorrusia sub-23 \| + 1 min 23 s \| \| \| 3.º \| Kasper Asgreen \| Dinamarca sub-23 \| + 3 min 45 s \| \| \| 4.º \| Christopher Lawless \| Gran Bretaña sub-23 \| + 3 min 47 s \| \| \| 5.º \| Kristoffer Halvorsen \| Noruega sub-23 \| + 3 min 49 s \| \| \| 6.º \| Álvaro Hodeg \| Colombia sub-23 \| + 3 min 49 s \| \| \| 7.º \| Alan Banaszek \| Polonia sub-23 \| + 3 min 49 s \| \| \| 8.º \| Simon Guglielmi \| Auvergne-Rhône-Alpes U23 \| + 3 min 49 s \| \| \| 9.º \| Neilson Powless \| Estados Unidos sub-23 \| + 3 min 49 s \| \| \| 10.º \| Joris Nieuwenhuis \| Países Bajos sub-23 \| + 3 min 49 s \| \| |                      |                          |                  |
| |                      |                          |                  |
| |                      |                          |                  |
| Clasificación general |                      |                          |                  |
| Ciclista | Ciclista             | Equipo                   | Tiempo           |
| 1.º | Patrick Gamper       | Austria sub-23           | 16 h 39 min 50 s |
| 2.º | Ilya Volkau          | Bielorrusia sub-23       | + 1 min 23 s     |
| 3.º | Kasper Asgreen       | Dinamarca sub-23         | + 3 min 45 s     |
| 4.º | Christopher Lawless  | Gran Bretaña sub-23      | + 3 min 47 s     |
| 5.º | Kristoffer Halvorsen | Noruega sub-23           | + 3 min 49 s     |
| 6.º | Álvaro Hodeg         | Colombia sub-23          | + 3 min 49 s     |
| 7.º | Alan Banaszek        | Polonia sub-23           | + 3 min 49 s     |
| 8.º | Simon Guglielmi      | Auvergne-Rhône-Alpes U23 | + 3 min 49 s     |
| 9.º | Neilson Powless      | Estados Unidos sub-23    | + 3 min 49 s     |
| 10.º | Joris Nieuwenhuis    | Países Bajos sub-23      | + 3 min 49 s     |

### 6.ª etapa
| Montrichard - Saint-Amand-Montrond | etapa llana | (139,1 km) |

| \| Clasificación de la etapa \| Clasificación de la etapa \| Clasificación de la etapa \| Clasificación de la etapa \| Clasificación de la etapa \| \| Ciclista \| Ciclista \| Equipo \| Tiempo \| \| \| ------------------------- \| ------------------------- \| ------------------------- \| ------------------------- \| ------------------------- \| \| 1.º \| Álvaro Hodeg \| Colombia sub-23 \| 3 h 00 min 46 s \| \| \| 2.º \| Alan Banaszek \| Polonia sub-23 \| + 0 s \| \| \| 3.º \| Konrad Geßner \| Alemania sub-23 \| + 0 s \| \| \| 4.º \| Kristoffer Halvorsen \| Noruega sub-23 \| + 0 s \| \| \| 5.º \| Clément Russo \| Francia sub-23 \| + 0 s \| \| \| 6.º \| Mark Downey \| Irlanda sub-23 \| + 0 s \| \| \| 7.º \| Michael O'Loughlin \| Irlanda sub-23 \| + 0 s \| \| \| 8.º \| Uladzimir Harakhavik \| Bielorrusia sub-23 \| + 0 s \| \| \| 9.º \| Francesco Romano \| Italia sub-23 \| + 0 s \| \| \| 10.º \| Fabio Jakobsen \| Países Bajos sub-23 \| + 0 s \| \| |                      |                     |                 |
| |                      |                     |                 |
| |                      |                     |                 |
| Clasificación de la etapa |                      |                     |                 |
| Ciclista | Ciclista             | Equipo              | Tiempo          |
| 1.º | Álvaro Hodeg         | Colombia sub-23     | 3 h 00 min 46 s |
| 2.º | Alan Banaszek        | Polonia sub-23      | + 0 s           |
| 3.º | Konrad Geßner        | Alemania sub-23     | + 0 s           |
| 4.º | Kristoffer Halvorsen | Noruega sub-23      | + 0 s           |
| 5.º | Clément Russo        | Francia sub-23      | + 0 s           |
| 6.º | Mark Downey          | Irlanda sub-23      | + 0 s           |
| 7.º | Michael O'Loughlin   | Irlanda sub-23      | + 0 s           |
| 8.º | Uladzimir Harakhavik | Bielorrusia sub-23  | + 0 s           |
| 9.º | Francesco Romano     | Italia sub-23       | + 0 s           |
| 10.º | Fabio Jakobsen       | Países Bajos sub-23 | + 0 s           |

| \| Clasificación general \| Clasificación general \| Clasificación general \| Clasificación general \| Clasificación general \| \| Ciclista \| Ciclista \| Equipo \| Tiempo \| \| \| --------------------- \| --------------------- \| ------------------------ \| --------------------- \| --------------------- \| \| 1.º \| Patrick Gamper \| Austria sub-23 \| 19 h 40 min 36 s \| \| \| 2.º \| Ilya Volkau \| Bielorrusia sub-23 \| + 1 min 23 s \| \| \| 3.º \| Kasper Asgreen \| Dinamarca sub-23 \| + 3 min 45 s \| \| \| 4.º \| Christopher Lawless \| Gran Bretaña sub-23 \| + 3 min 47 s \| \| \| 5.º \| Kristoffer Halvorsen \| Noruega sub-23 \| + 3 min 49 s \| \| \| 6.º \| Álvaro Hodeg \| Colombia sub-23 \| + 3 min 49 s \| \| \| 7.º \| Alan Banaszek \| Polonia sub-23 \| + 3 min 49 s \| \| \| 8.º \| Simon Guglielmi \| Auvergne-Rhône-Alpes U23 \| + 3 min 49 s \| \| \| 9.º \| Neilson Powless \| Estados Unidos sub-23 \| + 3 min 49 s \| \| \| 10.º \| Joris Nieuwenhuis \| Países Bajos sub-23 \| + 3 min 49 s \| \| |                      |                          |                  |
| |                      |                          |                  |
| |                      |                          |                  |
| Clasificación general |                      |                          |                  |
| Ciclista | Ciclista             | Equipo                   | Tiempo           |
| 1.º | Patrick Gamper       | Austria sub-23           | 19 h 40 min 36 s |
| 2.º | Ilya Volkau          | Bielorrusia sub-23       | + 1 min 23 s     |
| 3.º | Kasper Asgreen       | Dinamarca sub-23         | + 3 min 45 s     |
| 4.º | Christopher Lawless  | Gran Bretaña sub-23      | + 3 min 47 s     |
| 5.º | Kristoffer Halvorsen | Noruega sub-23           | + 3 min 49 s     |
| 6.º | Álvaro Hodeg         | Colombia sub-23          | + 3 min 49 s     |
| 7.º | Alan Banaszek        | Polonia sub-23           | + 3 min 49 s     |
| 8.º | Simon Guglielmi      | Auvergne-Rhône-Alpes U23 | + 3 min 49 s     |
| 9.º | Neilson Powless      | Estados Unidos sub-23    | + 3 min 49 s     |
| 10.º | Joris Nieuwenhuis    | Países Bajos sub-23      | + 3 min 49 s     |

### 7.ª etapa
| Saint-Gervais-les-Bains - Hauteluce | etapa de montaña | (118,4 km) |

| \| Clasificación de la etapa \| Clasificación de la etapa \| Clasificación de la etapa \| Clasificación de la etapa \| Clasificación de la etapa \| \| Ciclista \| Ciclista \| Equipo \| Tiempo \| \| \| ------------------------- \| ------------------------- \| ------------------------- \| ------------------------- \| ------------------------- \| \| 1.º \| Egan Bernal \| Colombia sub-23 \| 3 h 14 min 23 s \| \| \| 2.º \| James Knox \| Gran Bretaña sub-23 \| + 59 s \| \| \| 3.º \| Bjorg Lambrecht \| Bélgica sub-23 \| + 1 min 08 s \| \| \| 4.º \| Lucas Hamilton \| Australia sub-23 \| + 1 min 08 s \| \| \| 5.º \| Niklas Eg \| Dinamarca sub-23 \| + 1 min 08 s \| \| \| 6.º \| Matteo Fabbro \| Italia sub-23 \| + 1 min 08 s \| \| \| 7.º \| Tobias Foss \| Noruega sub-23 \| + 1 min 08 s \| \| \| 8.º \| Michal Schlegel \| República Checa sub-23 \| + 1 min 12 s \| \| \| 9.º \| Markus Freiberger \| Austria sub-23 \| + 1 min 17 s \| \| \| 10.º \| Daniel Felipe Martínez \| Colombia sub-23 \| + 1 min 23 s \| \| |                        |                        |                 |
| |                        |                        |                 |
| |                        |                        |                 |
| Clasificación de la etapa |                        |                        |                 |
| Ciclista | Ciclista               | Equipo                 | Tiempo          |
| 1.º | Egan Bernal            | Colombia sub-23        | 3 h 14 min 23 s |
| 2.º | James Knox             | Gran Bretaña sub-23    | + 59 s          |
| 3.º | Bjorg Lambrecht        | Bélgica sub-23         | + 1 min 08 s    |
| 4.º | Lucas Hamilton         | Australia sub-23       | + 1 min 08 s    |
| 5.º | Niklas Eg              | Dinamarca sub-23       | + 1 min 08 s    |
| 6.º | Matteo Fabbro          | Italia sub-23          | + 1 min 08 s    |
| 7.º | Tobias Foss            | Noruega sub-23         | + 1 min 08 s    |
| 8.º | Michal Schlegel        | República Checa sub-23 | + 1 min 12 s    |
| 9.º | Markus Freiberger      | Austria sub-23         | + 1 min 17 s    |
| 10.º | Daniel Felipe Martínez | Colombia sub-23        | + 1 min 23 s    |

| \| Clasificación general \| Clasificación general \| Clasificación general \| Clasificación general \| Clasificación general \| \| Ciclista \| Ciclista \| Equipo \| Tiempo \| \| \| --------------------- \| --------------------- \| --------------------- \| --------------------- \| --------------------- \| \| 1.º \| Egan Bernal \| Colombia sub-23 \| 22 h 58 min 47 s \| \| \| 2.º \| James Knox \| Gran Bretaña sub-23 \| + 1 min 00 s \| \| \| 3.º \| Bjorg Lambrecht \| Bélgica sub-23 \| + 1 min 09 s \| \| \| 4.º \| Lucas Hamilton \| Australia sub-23 \| + 1 min 09 s \| \| \| 5.º \| Niklas Eg \| Dinamarca sub-23 \| + 1 min 09 s \| \| |                 |                     |                  |
| |                 |                     |                  |
| |                 |                     |                  |
| Clasificación general |                 |                     |                  |
| Ciclista | Ciclista        | Equipo              | Tiempo           |
| 1.º | Egan Bernal     | Colombia sub-23     | 22 h 58 min 47 s |
| 2.º | James Knox      | Gran Bretaña sub-23 | + 1 min 00 s     |
| 3.º | Bjorg Lambrecht | Bélgica sub-23      | + 1 min 09 s     |
| 4.º | Lucas Hamilton  | Australia sub-23    | + 1 min 09 s     |
| 5.º | Niklas Eg       | Dinamarca sub-23    | + 1 min 09 s     |

### 8.ª etapa
| Albertville - Sainte-Foy-Tarentaise | etapa de montaña | (120,5 km) |

| \| Clasificación de la etapa \| Clasificación de la etapa \| Clasificación de la etapa \| Clasificación de la etapa \| Clasificación de la etapa \| \| Ciclista \| Ciclista \| Equipo \| Tiempo \| \| \| ------------------------- \| ------------------------- \| ------------------------- \| ------------------------- \| ------------------------- \| \| 1.º \| Egan Bernal \| Colombia sub-23 \| 3 h 51 min 18 s \| \| \| 2.º \| Bjorg Lambrecht \| Bélgica sub-23 \| + 0 s \| \| \| 3.º \| Niklas Eg \| Dinamarca sub-23 \| + 3 s \| \| \| 4.º \| Tobias Foss \| Noruega sub-23 \| + 3 s \| \| \| 5.º \| Lucas Hamilton \| Australia sub-23 \| + 19 s \| \| \| 6.º \| James Knox \| Gran Bretaña sub-23 \| + 34 s \| \| \| 7.º \| Steff Cras \| Bélgica sub-23 \| + 40 s \| \| \| 8.º \| Michal Schlegel \| República Checa sub-23 \| + 54 s \| \| \| 9.º \| Jonas Gregaard \| Dinamarca sub-23 \| + 58 s \| \| \| 10.º \| Michael Storer \| Australia sub-23 \| + 1 min 19 s \| \| |                 |                        |                 |
| |                 |                        |                 |
| |                 |                        |                 |
| Clasificación de la etapa |                 |                        |                 |
| Ciclista | Ciclista        | Equipo                 | Tiempo          |
| 1.º | Egan Bernal     | Colombia sub-23        | 3 h 51 min 18 s |
| 2.º | Bjorg Lambrecht | Bélgica sub-23         | + 0 s           |
| 3.º | Niklas Eg       | Dinamarca sub-23       | + 3 s           |
| 4.º | Tobias Foss     | Noruega sub-23         | + 3 s           |
| 5.º | Lucas Hamilton  | Australia sub-23       | + 19 s          |
| 6.º | James Knox      | Gran Bretaña sub-23    | + 34 s          |
| 7.º | Steff Cras      | Bélgica sub-23         | + 40 s          |
| 8.º | Michal Schlegel | República Checa sub-23 | + 54 s          |
| 9.º | Jonas Gregaard  | Dinamarca sub-23       | + 58 s          |
| 10.º | Michael Storer  | Australia sub-23       | + 1 min 19 s    |

| \| Clasificación general \| Clasificación general \| Clasificación general \| Clasificación general \| Clasificación general \| \| Ciclista \| Ciclista \| Equipo \| Tiempo \| \| \| --------------------- \| --------------------- \| ---------------------- \| --------------------- \| --------------------- \| \| 1.º \| Egan Bernal \| Colombia sub-23 \| 26 h 50 min 05 s \| \| \| 2.º \| Bjorg Lambrecht \| Bélgica sub-23 \| + 1 min 09 s \| \| \| 3.º \| Niklas Eg \| Dinamarca sub-23 \| + 1 min 12 s \| \| \| 4.º \| Lucas Hamilton \| Australia sub-23 \| + 1 min 28 s \| \| \| 5.º \| James Knox \| Gran Bretaña sub-23 \| + 1 min 34 s \| \| \| 6.º \| Steff Cras \| Bélgica sub-23 \| + 2 min 03 s \| \| \| 7.º \| Michal Schlegel \| República Checa sub-23 \| + 2 min 06 s \| \| \| 8.º \| Tobias Foss \| Noruega sub-23 \| + 2 min 11 s \| \| \| 9.º \| Michael Storer \| Australia sub-23 \| + 3 min 08 s \| \| \| 10.º \| Jai Hindley \| Australia sub-23 \| + 4 min 02 s \| \| |                 |                        |                  |
| |                 |                        |                  |
| |                 |                        |                  |
| Clasificación general |                 |                        |                  |
| Ciclista | Ciclista        | Equipo                 | Tiempo           |
| 1.º | Egan Bernal     | Colombia sub-23        | 26 h 50 min 05 s |
| 2.º | Bjorg Lambrecht | Bélgica sub-23         | + 1 min 09 s     |
| 3.º | Niklas Eg       | Dinamarca sub-23       | + 1 min 12 s     |
| 4.º | Lucas Hamilton  | Australia sub-23       | + 1 min 28 s     |
| 5.º | James Knox      | Gran Bretaña sub-23    | + 1 min 34 s     |
| 6.º | Steff Cras      | Bélgica sub-23         | + 2 min 03 s     |
| 7.º | Michal Schlegel | República Checa sub-23 | + 2 min 06 s     |
| 8.º | Tobias Foss     | Noruega sub-23         | + 2 min 11 s     |
| 9.º | Michael Storer  | Australia sub-23       | + 3 min 08 s     |
| 10.º | Jai Hindley     | Australia sub-23       | + 4 min 02 s     |

### 9.ª etapa
| Bourg-Saint-Maurice - Albiez-Montrond | etapa de montaña | (107,4 km) |

| \| Clasificación de la etapa \| Clasificación de la etapa \| Clasificación de la etapa \| Clasificación de la etapa \| Clasificación de la etapa \| \| Ciclista \| Ciclista \| Equipo \| Tiempo \| \| \| ------------------------- \| ------------------------- \| ------------------------- \| ------------------------- \| ------------------------- \| \| 1.º \| Pavel Sivakov \| Rusia sub-23 \| 3 h 03 min 27 s \| \| \| 2.º \| Neilson Powless \| Estados Unidos sub-23 \| + 2 min 31 s \| \| \| 3.º \| Dmitri Strajov \| Rusia sub-23 \| + 3 min 01 s \| \| \| 4.º \| Egan Bernal \| Colombia sub-23 \| + 3 min 01 s \| \| \| 5.º \| Jonas Gregaard \| Dinamarca sub-23 \| + 3 min 01 s \| \| \| 6.º \| Bjorg Lambrecht \| Bélgica sub-23 \| + 3 min 01 s \| \| \| 7.º \| Lucas Hamilton \| Australia sub-23 \| + 3 min 01 s \| \| \| 8.º \| Niklas Eg \| Dinamarca sub-23 \| + 3 min 01 s \| \| \| 9.º \| Matteo Fabbro \| Italia sub-23 \| + 3 min 01 s \| \| \| 10.º \| Tobias Foss \| Noruega sub-23 \| + 3 min 01 s \| \| |                 |                       |                 |
| |                 |                       |                 |
| |                 |                       |                 |
| Clasificación de la etapa |                 |                       |                 |
| Ciclista | Ciclista        | Equipo                | Tiempo          |
| 1.º | Pavel Sivakov   | Rusia sub-23          | 3 h 03 min 27 s |
| 2.º | Neilson Powless | Estados Unidos sub-23 | + 2 min 31 s    |
| 3.º | Dmitri Strajov  | Rusia sub-23          | + 3 min 01 s    |
| 4.º | Egan Bernal     | Colombia sub-23       | + 3 min 01 s    |
| 5.º | Jonas Gregaard  | Dinamarca sub-23      | + 3 min 01 s    |
| 6.º | Bjorg Lambrecht | Bélgica sub-23        | + 3 min 01 s    |
| 7.º | Lucas Hamilton  | Australia sub-23      | + 3 min 01 s    |
| 8.º | Niklas Eg       | Dinamarca sub-23      | + 3 min 01 s    |
| 9.º | Matteo Fabbro   | Italia sub-23         | + 3 min 01 s    |
| 10.º | Tobias Foss     | Noruega sub-23        | + 3 min 01 s    |

## Clasificaciones finales
- Las clasificaciones finalizaron de la siguiente forma:[6]

### Clasificación general
| \| Clasificación general \| Clasificación general \| Clasificación general \| Clasificación general \| Clasificación general \| \| Ciclista \| Ciclista \| Equipo \| Tiempo \| \| \| --------------------- \| --------------------- \| ---------------------- \| --------------------- \| --------------------- \| \| 1.º \| Egan Bernal \| Colombia sub-23 \| 29 h 56 min 33 s \| \| \| 2.º \| Bjorg Lambrecht \| Bélgica sub-23 \| + 1 min 09 s \| \| \| 3.º \| Niklas Eg \| Dinamarca sub-23 \| + 1 min 12 s \| \| \| 4.º \| Lucas Hamilton \| Australia sub-23 \| + 1 min 28 s \| \| \| 5.º \| Steff Cras \| Bélgica sub-23 \| + 2 min 03 s \| \| \| 6.º \| Michal Schlegel \| República Checa sub-23 \| + 2 min 06 s \| \| \| 7.º \| Tobias Foss \| Noruega sub-23 \| + 2 min 11 s \| \| \| 8.º \| James Knox \| Gran Bretaña sub-23 \| + 2 min 38 s \| \| \| 9.º \| Michael Storer \| Australia sub-23 \| + 3 min 14 s \| \| \| 10.º \| Jai Hindley \| Australia sub-23 \| + 4 min 10 s \| \| \| 11.º \| Dmitri Strajov \| Rusia sub-23 \| + 5 min 04 s \| \| \| 12.º \| Artem Nych \| Rusia sub-23 \| + 6 min 07 s \| \| \| 13.º \| Jonas Gregaard \| Dinamarca sub-23 \| + 6 min 59 s \| \| \| 14.º \| Marc Hirschi \| Suiza sub-23 \| + 7 min 12 s \| \| \| 15.º \| Valentin Madouas \| Francia sub-23 \| + 7 min 37 s \| \| |                  |                        |                  |
| |                  |                        |                  |
| Fuente: ProCyclingStats |                  |                        |                  |
| Clasificación general |                  |                        |                  |
| Ciclista | Ciclista         | Equipo                 | Tiempo           |
| 1.º | Egan Bernal      | Colombia sub-23        | 29 h 56 min 33 s |
| 2.º | Bjorg Lambrecht  | Bélgica sub-23         | + 1 min 09 s     |
| 3.º | Niklas Eg        | Dinamarca sub-23       | + 1 min 12 s     |
| 4.º | Lucas Hamilton   | Australia sub-23       | + 1 min 28 s     |
| 5.º | Steff Cras       | Bélgica sub-23         | + 2 min 03 s     |
| 6.º | Michal Schlegel  | República Checa sub-23 | + 2 min 06 s     |
| 7.º | Tobias Foss      | Noruega sub-23         | + 2 min 11 s     |
| 8.º | James Knox       | Gran Bretaña sub-23    | + 2 min 38 s     |
| 9.º | Michael Storer   | Australia sub-23       | + 3 min 14 s     |
| 10.º | Jai Hindley      | Australia sub-23       | + 4 min 10 s     |
| 11.º | Dmitri Strajov   | Rusia sub-23           | + 5 min 04 s     |
| 12.º | Artem Nych       | Rusia sub-23           | + 6 min 07 s     |
| 13.º | Jonas Gregaard   | Dinamarca sub-23       | + 6 min 59 s     |
| 14.º | Marc Hirschi     | Suiza sub-23           | + 7 min 12 s     |
| 15.º | Valentin Madouas | Francia sub-23         | + 7 min 37 s     |

### Clasificación por puntos
| Clasificación por puntos | Clasificación por puntos | Clasificación por puntos | Clasificación por puntos | Clasificación por puntos |
| Ciclista                 | Ciclista                 | Equipo                   | Puntos                   |                          |
| ------------------------ | ------------------------ | ------------------------ | ------------------------ | ------------------------ |
| 1.º                      | Kristoffer Halvorsen     | Noruega sub-23           | 127 pts                  |                          |
| 2.º                      | Emmanuel Morin           | Francia sub-23           | 52 pts                   |                          |
| 3.º                      | Imerio Cima              | Italia sub-23            | 52 pts                   |                          |
| 4.º                      | Uladzimir Harakhavik     | Bielorrusia sub-23       | 48 pts                   |                          |
| 5.º                      | Bjorg Lambrecht          | Bélgica sub-23           | 46 pts                   |                          |
| 6.º                      | Christopher Lawless      | Gran Bretaña sub-23      | 45 pts                   |                          |
| 7.º                      | Simon Sellier            | Francia sub-23           | 40 pts                   |                          |
| 8.º                      | Dmitri Strajov           | Rusia sub-23             | 36 pts                   |                          |
| 9.º                      | Neilson Powless          | Estados Unidos sub-23    | 35 pts                   |                          |
| 10.º                     | Joris Nieuwenhuis        | Países Bajos sub-23      | 32 pts                   |                          |

### Clasificación de la montaña
| Clasificación de la montaña | Clasificación de la montaña | Clasificación de la montaña | Clasificación de la montaña | Clasificación de la montaña |
| Ciclista                    | Ciclista                    | Equipo                      | Puntos                      |                             |
| --------------------------- | --------------------------- | --------------------------- | --------------------------- | --------------------------- |
| 1.º                         | Pavel Sivakov               | Rusia sub-23                | 50 pts                      |                             |
| 2.º                         | Egan Bernal                 | Colombia sub-23             | 46 pts                      |                             |
| 3.º                         | James Knox                  | Gran Bretaña sub-23         | 44 pts                      |                             |
| 4.º                         | Bjorg Lambrecht             | Bélgica sub-23              | 43 pts                      |                             |
| 5.º                         | Neilson Powless             | Estados Unidos sub-23       | 30 pts                      |                             |
| 6.º                         | Lucas Hamilton              | Australia sub-23            | 29 pts                      |                             |
| 7.º                         | Valentin Madouas            | Francia sub-23              | 27 pts                      |                             |
| 8.º                         | Daniel Felipe Martínez      | Colombia sub-23             | 22 pts                      |                             |
| 9.º                         | Martin Schäppi              | Suiza sub-23                | 22 pts                      |                             |
| 10.º                        | Niklas Eg                   | Dinamarca sub-23            | 21 pts                      |                             |

### Clasificación por equipos
| Clasificación por equipos | Clasificación por equipos | Clasificación por equipos | Clasificación por equipos |
| Equipo                    | Equipo                    | Tiempo                    |                           |
| ------------------------- | ------------------------- | ------------------------- | ------------------------- |
| 1.º                       | Australia sub-23          | 89 h 58 min 31 s          |                           |
| 2.º                       | Dinamarca sub-23          | + 16 min 41 s             |                           |
| 3.º                       | Rusia sub-23              | + 21 min 52 s             |                           |
| 4.º                       | Suiza sub-23              | + 25 min 06 s             |                           |
| 5.º                       | Colombia sub-23           | + 34 min 54 s             |                           |
| 6.º                       | Francia sub-23            | + 41 min 53 s             |                           |
| 7.º                       | Bélgica sub-23            | + 44 min 16 s             |                           |
| 8.º                       | Noruega sub-23            | + 1 h 02 min 32 s         |                           |
| 9.º                       | Luxemburgo sub-23         | + 1 h 15 min 34 s         |                           |
| 10.º                      | Estados Unidos sub-23     | + 1 h 26 min 44 s         |                           |

## Evolución de las clasificaciones
| Etapa                   | Vencedor                | Clasificación general Maillot jaune | Clasificación por puntos Maillot vert | Clasificación de la montaña Maillot à pois rouges | Clasificación por equipos Classement par équipe | Premio de la combatividad Prix de combativité |
| ----------------------- | ----------------------- | ----------------------------------- | ------------------------------------- | ------------------------------------------------- | ----------------------------------------------- | --------------------------------------------- |
| 1.ª                     | Kasper Asgreen          | Kasper Asgreen                      | Kasper Asgreen                        | Valentin Madouas                                  | Dinamarca sub-23                                | Kasper Asgreen                                |
| 2.ª                     | Fabio Jakobsen          | Kasper Asgreen                      | Kristoffer Halvorsen                  | Matthew Teggart                                   | Dinamarca sub-23                                | Adrien Garel                                  |
| 3.ª                     | Kristoffer Halvorsen    | Kasper Asgreen                      | Kristoffer Halvorsen                  | Matthew Teggart                                   | Dinamarca sub-23                                | Justin Oien                                   |
| 4.ª                     | Christopher Lawless     | Kasper Asgreen                      | Kristoffer Halvorsen                  | Matthew Teggart                                   | Dinamarca sub-23                                | Léo Danes                                     |
| 5.ª                     | Vasili Strokau          | Patrick Gamper                      | Kristoffer Halvorsen                  | Vasili Strokau                                    | Bielorrusia sub-23                              | Ilya Volkau                                   |
| 6.ª                     | Álvaro Hodeg            | Patrick Gamper                      | Kristoffer Halvorsen                  | Matthew Teggart                                   | Bielorrusia sub-23                              | Michael O'Loughlin                            |
| 7.ª                     | Egan Bernal             | Egan Bernal                         | Kristoffer Halvorsen                  | Johannes Schinnagel                               | Australia sub-23                                | Johannes Schinnagel                           |
| 8.ª                     | Egan Bernal             | Egan Bernal                         | Kristoffer Halvorsen                  | James Knox                                        | Australia sub-23                                | Niklas Eg                                     |
| 9.ª                     | Pavel Sivakov           | Egan Bernal                         | Kristoffer Halvorsen                  | Pavel Sivakov                                     | Australia sub-23                                | Pavel Sivakov                                 |
| Clasificaciones finales | Clasificaciones finales | Egan Bernal                         | Kristoffer Halvorsen                  | James Knox                                        | Australia sub-23                                | No se entregó                                 |

## UCI World Ranking
El Tour del Porvenir otorga puntos para el UCI WorldTour 2017 y el UCI World Ranking, este último para corredores de los equipos en las categorías UCI ProTeam, Profesional Continental y Equipos Continentales. Las siguientes tablas muestran el baremo de puntuación y los 10 corredores que obtuvieron más puntos:
| Posición              | 1.º | 2.º | 3.º | 4.º | 5.º | 6.º | 7.º | 8.º | 9.º | 10.º | 11.º-15.º | 16.º-20.º |
| Clasificación general | 140 | 110 | 80  | 60  | 50  | 40  | 30  | 20  | 10  | 6    | 3         | 1         |
| Por etapa             | 15  | 9   | 5   |     |     |     |     |     |     |      |           |           |
| Líder                 | 2   |     |     |     |     |     |     |     |     |      |           |           |

| Clasificación | Clasificación        | Clasificación          | Clasificación | Clasificación | Clasificación | Clasificación |
| Posición      | Ciclista             | Equipo                 | General       | Etapa         | Líder         | Total         |
| ------------- | -------------------- | ---------------------- | ------------- | ------------- | ------------- | ------------- |
| 1.º           | Egan Bernal          | Colombia sub-23        | 140           | 30            | 6             | 176           |
| 2.º           | Bjorg Lambrecht      | Bélgica sub-23         | 110           | 14            | -             | 124           |
| 3.º           | Niklas Eg            | Dinamarca sub-23       | 80            | 5             | -             | 85            |
| 4.º           | Lucas Hamilton       | Australia sub-23       | 60            | -             | -             | 60            |
| 5.º           | Steff Cras           | Bélgica sub-23         | 50            | -             | -             | 50            |
| 6.º           | Michal Schlegel      | República Checa sub-23 | 40            | -             | -             | 40            |
| 7.º           | Kristoffer Halvorsen | Noruega sub-23         | -             | 34            | -             | 34            |
| 8.º           | Tobias Foss          | Noruega sub-23         | 30            | -             | -             | 30            |
| 9.º           | James Knox           | Reino Unido sub-23     | 20            | 9             | -             | 29            |
| 10.º          | Kasper Asgreen       | Dinamarca sub-23       | -             | 15            | 8             | 23            |